# Ever (singolo)
Ever è un singolo del cantante rock giapponese Gackt pubblicato il 28 luglio 2010.

## Tracce
1. Ever – 5:15
2. Uncontrol Kyoukiranbu edition – 4:27
3. Ever (instrumental) – 5:14
4. Uncontrol Kyoukiranbu edition (instrumental) – 4:26